# Odznaczeni Orderem Orła Białego (Księstwo Warszawskie)
Odznaczeni Orderem Orła Białego (Królestwo Kongresowe) – pełna lista dwunastu kawalerów Orderu Orła Białego, którym został on przyznany przez jedynego Księcia Warszawskiego i Wielkiego Mistrza orderu Fryderyka Augusta Wettyna w latach 1807–1815.

## Odznaczeni obywatele polscy, poddani Księstwa Warszawskiego
1. Józef Wybicki, 1807
2. Ignacy Antoni Raczyński, 1809
3. Stanisław Breza, 1809
4. Jan Paweł Łuszczewski, 1809
5. Aleksander Potocki, 1809
6. Mikołaj Bronikowski, 1809
7. Tadeusz Matuszewicz, 1812
8. Stanisław Kostka Zamoyski, 1812
9. Ignacy Sobolewski, 1812
10. Michał Kochanowski, 1812

## Odznaczeni cudzoziemcy
1. Pierre Antoine Daru, 1807
2. Friedrich Senfft von Pilsach, 1812